# Jerzy Kasprzyk
Jerzy Kasprzyk (ur. 14 lutego 1952) – polski naukowiec (ORCID: 0000-0002-3814-0653), nauczyciel akademicki, dr hab. nauk inżynieryjno-technicznych, profesor Politechniki Śląskiej, specjalizujący się w komputerowym wspomaganiu identyfikacji procesów i komputerowych systemach sterowania, ze szczególnym uwzględnieniem programowania sterowników przemysłowych oraz półaktywnego tłumienia drgań w pojazdach. Od 1976 r. związany z zespołem prof. A. Niederlińskiego na Wydziale Automatyki, Elektroniki i Informatyki Politechniki Śląskiej w Gliwicach.

## Działalność badawcza
Działalność badawcza profesora obejmuje kilka obszarów tematycznych. Pierwszy z nich związany jest z tworzeniem modeli matematycznych procesów opartych na eksperymencie identyfikacyjnym. Badania te rozpoczął w trakcie prac nad doktoratem dotyczącym modelu reaktora PCW dla celów komputerowego sterowania. Kontynuował je w trakcie prac nad tworzeniem systemu eksperckiego do identyfikacji procesówi(EDIP – Ekspert Do Identyfikacji Procesów, wersja angielska EFPI – Expert For Process Identification), rozszerzonego później na procesy wielowymiarowe jako MultiEDIP. W szczególności prowadził badania nad wykorzystaniem metod identyfikacji do tworzenia modeli obiektów akustycznych dla układów aktywnego tłumienia hałasu. Prace te posumowane zostały w rozprawie habilitacyjnej. Równolegle zajmował się zagadnieniami programowania sterowników przemysłowych z uwzględnieniem zaleceń zawartych w normie IEC 61131-3.
Od roku 2011 prowadził badania nad półaktywnym tłumieniem drgań w pojazdach z wykorzystaniem tłumików magnetoreologicznych, których celem było poprawienie komfortu oraz bezpieczeństwa jazdy.
Zajmował się także zagadnieniami inteligentnej detekcji błędów w pracy maszyn na przykładzie przekrawacza w linii produkcji tektury. 
Jerzy Kasprzyk jest autorem dwóch monografii i ponad 80 publikacji naukowych, oraz współautorem patentu nr 227773 na wynalazek pt. Sposób ustalania oraz identyfikacji defektów podzespołów tekturnicy, zwłaszcza przekrawacza. Aktywnie uczestniczył w wielu pracach naukowo-badawczych, kierował projektem Modelowanie i sterowanie w półaktywnych układach zawieszenia pojazdów mechanicznych, finansowanym przez Narodowe Centrum Nauki (NCN). 
Był promotorem w 3 ukończonych przewodach doktorskich, recenzentem 5 prac doktorskich i 2 rozpraw habilitacyjnych.

## Działalność dydaktyczna
Dr hab. inż Jerzy Kasprzyk ma bardzo bogaty dorobek dydaktyczny, obejmujący przygotowanie materiałów i prowadzenie zajęć na Politechnice Śląskiej, na studiach inżynierskich, magisterskich i doktoranckich.  Jego zajęcia prowadzone w językach polskim i angielskim na kierunkach Automatyka i Robotyka, Elektrotechnika oraz Control, Electronic and Information Engineering, związane były przede wszystkim z wykorzystaniem metod matematycznych w praktyce inżynierskiej oraz projektowaniem i programowaniem systemów sterowania (m.in. przedmioty Identyfikacja Procesów, Sterowniki przemysłowe, Sterowniki w Systemach Pomiarowych, Komputerowe Systemy Sterowania, Applications of Control Systems, Systemy i Sterowanie). Wykłady dla doktorantów obejmowały takie przedmioty jak Modelowanie i Analiza Obiektów Dynamicznych, Modelowanie Matematyczne i Symulacja Procesów, Metody i Systemy Przetwarzania Informacji. 
Był promotorem ponad 150 prac dyplomowych inżynierskich i magisterskich na kierunkach Automatyka i Robotyka oraz Control, Electronic and Information Engineering. 
Jest współautorem pierwszego w Polsce podręcznika dotyczącego programowania sterowników PLC.
W latach 1991–1993 brał udział w międzynarodowym programie Tempus, JEP Education in Control Systems and Information Technology, a w latach 1995-1997 w programie Tempus, JEP Information Technology for Control and Decision Support.

## Działalność organizacyjna i ekspercka
W latach 2019–2022 pełnił funkcję Zastępcy Kierownika Katedry Pomiarów i Systemów Sterowania. Był także koordynatorem kierunku Automatyka i Robotyka na Politechnice Śląskiej.
W latach 2007–2011 był kierownikiem Studium podyplomowego Komputerowe systemy sterowania i zarządzania produkcją prowadzonego na Wydziale Automatyki, Elektroniki i Informatyki.
W latach 2018–19 był koordynatorem na kierunku kształcenia Automatyka I Robotyka w innowacyjnym programie testowego kształcenia na piątym poziomie Polskiej Ramy Kwalifikacji w ramach projektu Politechnika Śląska jako centrum badań w obszarze kształcenia na potrzeby przemysłu motoryzacyjnego  realizowanego na zlecenie Ministerstwa Inwestycji i Rozwoju.
Był także ekspertem programu Foresight priorytetowych innowacyjnych technologii na rzecz automatyki, robotyki i techniki pomiarowej oraz ekspertem Programu Operacyjnego Innowacyjna Gospodarka, działanie 4.5 Wsparcie inwestycji o dużym znaczeniu dla gospodarki.

## Nagrody i osiągnięcia
Za osiągnięcia w pracy naukowej i zawodowej otrzymał medal Komisji Edukacji Narodowej (2012), złoty medal za długoletnią służbę (2017), a także nagrodę Ministra i wiele nagród Rektora Politechniki Śląskiej.